# Kjetil Undset
Kjetil Undset, né le 24 août 1970 à Stavanger, est un rameur d'aviron norvégien. 

## Carrière
Kjetil Undset participe aux Jeux olympiques d'été de 1992 à Barcelone et remporte la médaille d'argent en quatre de couple avec Per Sætersdal, Lars Bjønness et Rolf Thorsen. Lors des Jeux olympiques d'été de 1996 à Atlanta, il remporte la médaille d'argent en deux de couple avec son coéquipier Steffen Størseth.